# Shoshin
Shoshin (初 心) é uma palavra do Zen Budismo que significa "mente de iniciante". Refere-se a ter uma atitude de abertura, avidez e ausência de preconceitos ao estudar um assunto, mesmo em um nível avançado, como faria um iniciante. O termo é especialmente usado no estudo do Zen Budismo e das artes marciais japonesas. 
A frase também é discutida no livro Zen Mind, Beginner's Mind de Shunryu Suzuki, um professor Zen. Suzuki descreve a estrutura por trás do shoshin, fazendo a observação de que "na mente do iniciante existem muitas possibilidades, na mente do especialista existem poucas." 